# Barbara Plensat
Barbara Plensat (* 1939 in Berlin) ist eine deutsche Hörspielregisseurin.

## Leben
Barbara Plensat arbeitete zunächst als Tontechnikerin, später als Regieassistentin beim Rundfunk der DDR. Nach dem Studium der Theaterwissenschaft wurde sie festangestellte Regisseurin. In Helsinki, Prag und Athen inszenierte sie DDR-Hörspiele, die in die jeweiligen Landessprachen übersetzt wurden. Sie war Co-Regisseurin bei dem Hörspiel Die Grünstein-Variante, das 1977 den Prix Italia erhielt.
Seit dem Ende der DDR arbeitet Barbara Plensat als freie Regisseurin für die ARD. Ihre Inszenierung von Kein Brief gestern, keiner heute (nach Texten von Franz Kafka) von Matthias Baxmann wurde Hörspiel des Jahres 2003.

## Hörspiele und Feature
- 1971: Hans-Jörg Dost: Passio Camilo – Regie gemeinsam mit Detlef Kurzweg (Hörspiel – Rundfunk der DDR)
- 1972: Hans-Jürgen Bloch: Der Cheffahrer– oder 18 Kapitel über Mathias Motter (Hörspiel – Rundfunk der DDR)
- 1972: Manfred Dumke: Besuch eines Ehemanns (Kurzhörspiel – Rundfunk der DDR)
- 1973: Christoph Prochnow nach Denis Diderot: Merkwürdiges Beispiel einer weiblichen Rache (Hörspiel – Rundfunk der DDR)
- 1973: Lia Pirskawetz: Spinnen-Palaver (Hörspiel – Rundfunk der DDR)
- 1973: Hans Christian Andersen: Die wilden Schwäne / Der Schweinehirt (mit Edgar Kaufmann) (Kinderhörspiel – Litera)
- 1974: Rainer Lindow: Mögen Sie Stiefmütterchen? (Hörspiel – Rundfunk der DDR)
- 1974: Hans Siebe: Die roten Schuhe (Kriminalhörspiel – Rundfunk der DDR)
- 1975: Rita Zimmer: Der schöne Hubert (Hörspiel – Rundfunk der DDR)
- 1976: Rudolf Braune: Das Mädchen an der Orga Privat (Rundfunk der DDR)
- 1976: Wolfgang Kohlhaase: Die Grünstein-Variante – Regie gemeinsam mit Günther Rücker (Hörspiel – Rundfunk der DDR) ISBN 3-89813-176-9
- 1976: Hans Skirecki: Hinter Wittenberge (Hörspiel – Rundfunk der DDR)
- 1976: Inge Meyer: Rödelstraße 14 (Hörspiel aus der Reihe Tatbestand, Folge 7 – Rundfunk der DDR)
- 1976: Lia Pirskawetz: Das Haus am Park (Hörspiel – Rundfunk der DDR)
- 1977: Joachim Priewe: Nachtkonferenz oder Wie beginnt ein Regenguss? (Hörspiel – Rundfunk der DDR)
- 1977: Gisela Steineckert: Nina (Hörspiel – Rundfunk der DDR)
- 1977: Carson McCullers: Die Ballade vom traurigen Café (Hörspiel – Rundfunk der DDR)
- 1978: Jakob Michael Reinhold Lenz: Die Soldaten (Hörspiel – Rundfunk der DDR)
- 1978: Maxie Wander: Ich bin ich. (Hörspiel – Rundfunk der DDR) (1999 unter dem Titel Guten Morgen, Du Schöne bei Barbarossa als Hörbuch erschienen. ISBN 3-89813-015-0)
- 1979: Siegfried Hanusch: Und morgen geht’s weiter (Hörspiel – Rundfunk der DDR)
- 1979: Heinrich Mann: Die traurige Geschichte von Friedrich dem Großen (Hörspiel – Rundfunk der DDR)
- 1980: Peter Gosse: Leben lassen (Hörspiel – Rundfunk der DDR)
- 1980: Karl-Heinz Jakobs: Casanova in Dux (Hörspiel – Rundfunk der DDR)
- 1980: Gerhard Rentzsch: Der Haken (Hörspiel – Rundfunk der DDR)
- 1981: Brigitte Hähnel: Die Einladung (Hörspiel – Rundfunk der DDR)
- 1979: Siegfried Hanusch: Kutscher und Solotänzer (Hörspiel – Rundfunk der DDR)
- 1981: Johannes von Saaz: Der Ackermann und der Tod – Bearbeitung: Gunnar Müller-Waldeck (Hörspiel – Rundfunk der DDR)
- 1981: Joachim Priewe: Heinrich Vogeler (Biographie – Rundfunk der DDR)
- 1982: Anton Tschechow: Herzchen (Hörspiel – Rundfunk der DDR)
- 1982: Irina Liebmann: Sie müssen jetzt gehen, Frau Mühsam (Hörspiel – Rundfunk der DDR)
- 1983: Georg W. Pijet: Treibjagd (Hörspiel – Rundfunk der DDR)
- 1983: Hans Pfeiffer: Paris, noch einmal (Hörspiel – Rundfunk der DDR)
- 1984: Franz Fühmann: Die Schatten (Hörspiel – Rundfunk der DDR)
- 1984: Heinar Kipphardt: Bruder Eichmann – Regie gemeinsam mit Ulrich Griebel (Hörspiel – Rundfunk der DDR)
- 1984: Oscar Wilde: Der Fischer und seine Seele (Hörspiel – Rundfunk der DDR)
- 1985: Kurt Tucholsky: Rheinsberg (Hörspiel – Rundfunk der DDR) ISBN 978-3862311576
- 1985: Franz Fühmann: Das blaue Licht (Fantasy, Märchen für Erwachsene – Rundfunk der DDR)
- 1985: Horst Hawemann: Die Katze, die immer nur ihre eigenen Wege ging (Kinderhörspiel frei nach Motiven von Rudyard Kiplings Das Dschungelbuch – Litera)
- 1986: Walter Jens nach Euripides: Der Untergang (Hörspiel nach der Tragödie: Die Troerinnen – Rundfunk der DDR)
- 1986: Gabriele Bigott: Frau im Zug (Hörspiel – Rundfunk der DDR)
- 1986: Uwe Saeger: Gehen hinaus (Hörspiel – Rundfunk der DDR)
- 1986: Volkmar Röhrig: Die Heimat des Fußballers ist der Rasen (Hörspiel – Rundfunk der DDR)
- 1988: Katja Oelmann: Steig der Stadt aufs Dach (Hörspiel – Rundfunk der DDR)
- 1988: Irina Liebmann: Hast du die Nacht genutzt? (Hörspiel – Rundfunk der DDR)
- 1988: Freymuth Legler: Irre Aussicht (Hörspiel – Rundfunk der DDR)
- 1988: Franz Fühmann: Von dem Machandelboom (Hörspiel – Rundfunk der DDR)
- 1989: Kerstin Leitmeyer: Lichtwechsel (Hörspiel – Rundfunk der DDR)
- 1989: Norbert Marohn: Denhard (Hörspiel – Rundfunk der DDR)
- 1989: Heidrun Loeper: Der Prinz von Theben in Berlin (Hörspiel – Rundfunk der DDR)
- 1990: Jan Eik: Der letzte Anruf (Hörspiel – Funkhaus Berlin)
- 1990: Waldtraut Lewin: Der goldene Regen (Hörspiel – Rundfunk der DDR)
- 1990: Carl Ceiss: Tapetentraktat (45-min. Hörspiel – SFB)
- 1991: Ingomar von Kieseritzky: Wunschprogramme für Riesenschildkröten (Hörspiel – Funkhaus Berlin/SDR)
- 1991: Mirjana Buljan: Der siebente Bruder (Hörspiel – Funkhaus Berlin/ORF)
- 1991: Jacob Grimm/Wilhelm Grimm: Sex-Märchen zur Nacht (Märchen für Erwachsene – Funkhaus Berlin)
- 1992: Jacob Grimm/Wilhelm Grimm: Der Fischer und seine Frau (Kinderhörspiel – DS Kultur)
- 1992: Julio Cortázar: Ende des Spiels (Hörspiel – DS Kultur)
- 1997: Irmgard Keun: Gilgi, eine von uns (Hörspiel – NDR)
- 1998: Adolf Schröder: Das Schiff Esmeralda (Kinderhörspiel – HR, NDR)
- 1999: Dagmar Scharsich: Salve! (Kriminalhörspiel – NDR)
- 2000: Brigitte Reimann: Ich bin so gierig nach Leben – Bearbeitung und Regie (Hörspielcollage – NDR/DLR Berlin) ISBN 3-89813-351-6
- 2001: Matthias Scheliga: Schnecks Heimweg (Hörspiel – SFB/ORB)
- 2002: Volker Braun: Die 14. Provinz (Hörspiel – SFB-ORB)
- 2003: Holger Teschke: Jungfrau Maleen (Kinderhörspiel – DLR Berlin)
- 2004: Hans Zimmer: Cortez lernt sprechen (Kinderhörspiel – DLR Berlin)
- 2006: Tom Wolf: Königsblau. Mord nach jeder Fasson – Bearbeitung und Regie (Hörspiel – DKultur) ISBN 978-3-89809-506-8
- 2009: Volker Braun: Machwerk – Bearbeitung und Regie (Hörspiel – RBB)
- 2013: Irmtraud Morgner: Hochzeit in Konstantinopel – Bearbeitung (mit Anna Pein) und Regie (Hörspiel – RBB)
- 2014: Irina Liebmann: Erzähl mir von Russland (Nach der Erzählung „Drei Schritte nach Russland“ von Irina Liebmann) – Bearbeitung und Regie (Hörspiel – RBB)
- 2019: Daniel Schulz: Wir waren wie Brüder - Jugend in Ostdeutschland (Feature – RBB/Dlf)

## Preise
- 1977: Prix Italia - Radio Drama für die Produktion Die Grünstein-Variante von Wolfgang Kohlhaase, an der sie als Co-Regisseurin mitwirkte.
- 1978: Hörspielpreis der DDR - Hörspielpreis der Hörer und Regiepreis der Kritiker für Nachtkonferenz oder Wie beginnt ein Regenguss von Joachim Priewe
- 1982: Hörspielpreis der DDR - Hörspielpreis der Hörer für Ich sehe was, was Du nicht siehst von Martin Stephan
- 1984: Kunstpreis der DDR für das Gesamtwerk als Hörspielregisseurin[2]
- 1984: Hörspielpreis der DDR - Regiepreis der Kritiker für Paris, noch einmal von Hans Pfeiffer
- 1987: Hörspielpreis der DDR - Hörspielpreis der Hörer für Nun heule ich doch von Gabriele Bigott
- 1987: Hörspielpreis der DDR - Regiepreis der Kritiker für Das blaue Licht von Franz Fühmann
- 2003: Hörspiel des Jahres für die Inszenierung von Kein Brief gestern, keiner heute von Matthias Baxmann nach Texten von Franz Kafka